# Burg Rappweiler
Die Burg Rappweiler ist eine abgegangene Turmhügelburg (Motte) bei Rappweiler, einem Ortsteil der Gemeinde Weiskirchen im saarländischen Landkreis Merzig-Wadern in Deutschland.
Die nicht mehr genau lokalisierbare Burg der niederadeligen Ministerialen Ritter von Rappweiler, die ein blaues Wappen mit einem gekrönten, aufrecht stehenden, silbernen Löwen und roter Barre (Streifen) führten, wurde im 11. Jahrhundert erbaut, 1329 erwähnt und 1350 zerstört.